# Manja Kowalski
Manja Kowalski, nemška veslačica, * 25. januar 1976, Potsdam.
Manja je za Nemčijo nastopila v dvojnem četvercu, ki je na olimpijskih igrah v Sydneyju osvojil zlato medaljo, skupaj s sestro dvojčico, Kerstin Kowalski.